# Soleil, Lune et Thalie
Soleil, Lune et Thalie (en italien : Sole, Luna e Talia) est un conte (Cinquième journée, cinquième divertissement) du recueil de Giambattista Basile, le Conte des contes, ou Pentamerone écrit en napolitain. Il représente une version source du thème de La Belle au bois dormant, popularisé par Charles Perrault et par les frères Grimm, et ressort du conte-type ATU 410, Sleeping Beauty (La Belle endormie).

## Résumé
À la naissance de sa fille Thalie, un seigneur convoque les savants et devins du royaume pour prédire l'avenir de la petite fille : ils concluent qu'elle courra un grand danger à cause d'une écharde de lin. Le seigneur bannit donc de chez lui tout ce qui ressemble à du lin. Mais, alors que Thalie est déjà devenue jeune fille, elle avise une vieille qui filait et, par curiosité, s'essaie à filer elle aussi ; une écharde de lin se plante sous son ongle et elle tombe comme morte. Son père, désespéré, l'installe sur un fauteuil de velours, fait clore toutes les portes et quitte sa demeure.
Un jour, un roi qui chassait s'introduit à la suite de son faucon dans la demeure et découvre Thalie. Il en tombe aussitôt amoureux et « il la porta sur un lit où il cueillit les doux fruits de l'amour » dans son sommeil. Neuf mois plus tard, Thalie, toujours plongée dans sa léthargie, accouche d'un garçon et d'une fille. Deux fées apparaissent pour veiller à leurs besoins. Un jour, voulant téter, ils sucent le doigt de leur mère et ce faisant, évacuent l'écharde : Thalie se réveille et découvre, stupéfaite, ses enfants.
Leur père finit par revenir visiter la jeune femme et est à son tour enchanté à la vue de sa progéniture. Il dénomme le petit garçon Soleil, et la petite fille Lune, puis repart chez lui en promettant de revenir. Cependant il est marié, et sa femme la reine, qui s'est rapidement doutée de quelque chose, finit par découvrir le pot aux roses de la bouche du secrétaire du roi. Elle envoie un messager à Thalie pour lui demander de faire venir ses enfants auprès du roi, qui souhaite les voir, mais ordonne à son cuisinier de les tuer et de les faire manger par son époux. Le cuisinier, pris de pitié, accommode à leur place deux chevreaux, que le roi trouve fort à son goût, à la satisfaction perverse de la méchante reine.
La vengeance de la reine n'est cependant pas encore assouvie : elle convoque Thalie et, une fois en sa présence, se met à l'insulter et veut la faire brûler vive, malgré ses protestations d'innocence. Thalie la prie de lui permettre d'ôter au préalable ses vêtements. Elle est quasiment nue lorsque surgit le roi, qui découvre le spectacle. Sa femme l'informe alors avec hargne qu'il a dévoré ses propres enfants. Furieux et désespéré, il fait subir à sa femme le sort qu'elle avait préparé pour Thalie, fait de même pour le secrétaire et veut faire brûler le cuisinier aussi. Mais ce dernier lui démontre qu'au contraire, il a sauvé les enfants, et les fait amener, bien vivants, devant lui. Le roi le nomme alors chambellan pour le remercier ; il épouse Thalie, et vit un long bonheur avec elle et leurs enfants.
Basile fournit en conclusion la moralité suivante : « À qui a de la chance / Le bien vient même en dormant. »

## Origines
Laura Massetti a fait remarquer que la princesse endormie et ses enfants portent des noms appartenant au champ sémantique de la « lumière » (Soleil et Lune, Aube et Jour, etc.). De plus, le protagoniste de l'histoire est une princesse « qui se réveille ». Ces caractéristiques correspondraient à celles de deux déesses indo-européennes de l'Aube, à savoir : Euryphaessa/Éos en Grèce et Ushas dans le panthéon védique.